# Auvers-Saint-Georges
Auvers-Saint-Georges  [ovɛʁ sɛ̃ ʒɔʁʒ] je francouzská obec v departementu Essonne v regionu Île-de-France.

## Poloha
Obec Auvers-Saint-Georges se nachází asi 41 km jihozápadně od Paříže. Obklopují ji obce Janville-sur-Juine na severu a na severovýchodě, Villeneuve-sur-Auvers na východě, Bouville na jihovýchodě, Morigny-Champigny na jihu a na jihozápadě, Étréchy na západě a Chamarande na severozápadě.

## Vývoj počtu obyvatel
Počet obyvatel

## Pamětihodnosti
- Kostel sv. Jiří chráněný jako historická památka.[1]